# Miho Ninomiya
Miho Ninomiya (jap. 二宮美穂 Ninomiya Miho; * 22. August 1975) ist eine ehemalige japanische Judoka. Sie gewann zwei Silber- und zwei Bronzemedaillen bei Weltmeisterschaften.

## Sportliche Karriere
Miho Ninomiya kämpfte im Schwergewicht und in der offenen Klasse. 1994 trat sie bei den US Open an und siegte in der offenen Klasse. 1996 belegte sie hinter Noriko Anno den zweiten Platz bei den japanischen Meisterschaften in der offenen Klasse. Ende 1996 nahm sie an den Asienmeisterschaften in Ho-Chi-Minh-Stadt teil und gewann Bronze sowohl im Schwergewicht als auch in der offenen Klasse. 1997 gewann sie vor Noriko Anno den Titel bei den japanischen Meisterschaften. Bei den Weltmeisterschaften 1997 in Paris gewann sie im Schwergewicht das Viertelfinale gegen die Polin Beata Maksymow und das Halbfinale gegen die Chinesin Sun Fuming. Im Finale unterlag sie der Französin Christine Cicot. In der offenen Klasse unterlag Ninomiya bereits im Achtelfinale der Kubanerin Daima Beltrán. Mit drei Siegen in der Hoffnungsrunde erreichte sie den Kampf um eine Bronzemedaille, den sie gegen die Niederländerin Françoise Harteveld gewann. Sechs Wochen nach den Weltmeisterschaften fanden in Manila die Asienmeisterschaften 1997 statt, Miho Ninomiya gewann das Schwergewicht gegen die Südkoreanerin Shon Hyun-me, in der offenen Klasse erkämpfte sie den Titel mit einem Sieg über die Chinesin Li Yanfu.
1998 gewann Ninomiya die japanischen Meisterschaften gegen Masae Ueno. Bei den Asienspielen 1998 in Bangkok gewann sie eine Bronzemedaille im Schwergewicht. 1999 gewann sie zunächst das internationale Turnier von Fukuoka in der offenen Klasse. Im Februar siegte sie im Schwergewichtsfinale des Tournoi de Paris gegen Daima Beltrán. Im Oktober 1999 bei den Weltmeisterschaften in Birmingham unterlag sie im Schwergewichts-Viertelfinale der Britin Karina Bryant. Mit zwei Siegen in der Hoffnungsrunde erreichte sie den Kampf um eine Bronzemedaille, den sie gegen Christine Cicot gewann. In der offenen Klasse gewann sie im Viertelfinale gegen Françoise Harteveld und im Halbfinale gegen die Bulgarin Zwetana Bosilowa. Das Finale verlor sie gegen Daima Beltrán. Damit hatte sie wie zwei Jahre zuvor Silber und Bronze gewonnen, wobei sie in ihren beiden Gewichtsklassen je einmal das Weltmeisterschaftsfinale erreichte.